# 帕特·施羅德
帕特里夏·内尔·斯科特·施罗德（英語：Patricia Nell Scott Schroeder，1940年7月30日—2023年3月13日），美国政治人物，1973年至1997年间任科罗拉多州第一选区众议院议员，民主党籍，第一位科罗拉多州女性众议员，同时在退休时也是任职时间最长的女性众议员。

## 早年生活
施罗德在1940年7月30日生于俄勒冈州的波特兰，母亲是一名幼儿园教师，父亲是一名飞行员，拥有一家民航保险公司。施罗德小时候就跟随父母搬到了爱荷华州的德梅因，并在15岁时在那里取得了航空人员证书，此后开始通过提供飞行服务来赚取学费。1958年，施罗德自西奥多·罗斯福高中毕业后进入了明尼苏达大学学习历史学，在此期间她加入了女生联谊会Chi Omega（ΧΩ）。1961年，施罗德取得文学学士学位，其后又在1964年从哈佛大学取得法律博士学位。
1962年8月18日，施罗德与哈佛大学法学院同学吉姆·施罗德结婚，并与他一起搬到了科罗拉多州的丹佛，而吉姆则加入了当地的一个律师事务所。两人分别在1966年和1970年生下了两个孩子。1964年到1964年间，施罗德进入国家劳动关系委员会工作。她还担任了美国计划生育联合会的法律顾问，同时在丹佛的公立学校担任教师。

## 众议院生涯

### 竞选
1970年，施罗德的丈夫吉姆参加了科罗拉多的州议会选举，但最终以42票的差距落败；与此同时，另一名来自丹佛的民主党员布莱恩·R·罗杰斯（科罗拉多州第一选区）也在初选中败给了更为偏向自由派的克雷格·巴恩斯，而最终赢得大选的则是共和党的迈克·麦凯维特。1972年选举前夕，吉姆向一个拒绝让妻子参选国会的男候选人询问他的妻子是否会参选，对方则反问了一句“你的呢？”虽然并非正式对话，但施罗德还是因此产生了参政的想法，遂以反对越南战争的立场参加了选举。
由于大部分人认为施罗德的获胜几率很低，民主黨全國委員會和多数妇女组织几乎没有给予施罗德任何支持。但过于自信的麦凯维特直到选举前一周仍一直待在华盛顿，而施罗德却凭借在战争、环境和儿童关怀等方面的观点收获了大量支持，最终以略高于8,000票的优势获胜，以32岁的年纪成为了美国历史上第二年轻的女性国会议员。在此之前，麦凯维特曾经担任丹佛的地方檢察官，是自1947年迪恩·吉莱斯皮以来第一个代表丹佛的民主党员，但施罗德在这一次当选之后又当选了11次，使得丹佛又回到了以民主党为主的状态。在这11次选举当中，施罗德只面临过一次势均力敌的竞争，当时她的得票率为53%，是其唯一一次得票率低于58%。
施罗德曾于1984年出现在沃尔特·蒙代尔总统竞选的备选伙伴名单之中，不过蒙代尔最终选择的是傑羅丁·費拉羅。
数年后，施罗德根据《信息自由法》请求查阅联邦调查局内与她有关的档案，最终发现自己在第一次竞选国会时受到了监视，并得知联邦调查局所使用的线人是她丈夫的理发师，此外还雇过一个叫蒂莫西·雷德芬（Timothy Redfern）的人从她家拿走了一些“非常重要的机密文件”，例如女性选民联盟发给她的一份捐款报表和她的一个竞选胸针。对此施罗德表示这向她展示了約翰·埃德加·胡佛和他的团队是多么“偏执”（ paranoid）。

### 国会经历
施罗德是第一个在众议院军事委员会工作的女性职员，提倡实施军备控制和对军费开支作出削减。1983年，施罗德成立了众议院儿童、青年和家庭选举委员会，该机构于1995年解散。
施罗德在进入国会山工作时，除了她以外仅有13名女性，她因此将国会成为“男人的古拉格”。她较为出名的特质是能在国会议员和母亲这两个角色之间做出平衡，甚至曾把尿布带到议政大厅。她在推动工作与家庭之间的平衡方面做过许多工作，曾在1978年推动过一部《怀孕歧视法案》，在促成配偶养老金改革、向女性开放军队工作以及命令医学研究人士必须把女性考虑在内等方面做过很多贡献，也是《1993年家庭與醫療假法案》及《1985年军人家庭法案》的重要推动者之一。此外，施罗德主张女性应该获批准执行飞行战斗任务，这一提议于1993年获国防部长莱斯·阿斯平通过。另一方面，施罗德也曾参与过国会本身的改革，致力于削弱委员会主席长期以来对委员会的控制，还曾经就国会“隐秘处”（hideaways）的问题与议长卡尔·阿尔伯特争论以及质问过住在办公室的国会议员为何不用交税。
施罗德对自己的描述为“在财政问题上持保守观念”。1981年，施罗德投票反对里根总统的减税政策，认为这会让美国无法承受；她亦1986年的税收改革法案，支持更高的累进税率。1986年，施罗德在美国民主行动的支持率达到95%，同年在全國納稅人聯盟的排名中，她被认为在财政问题上比杰克·肯普更为保守。1989年，施罗德在历次针对乔治·赫伯特·沃克·布什政府的投票之中投下反对票的比例达到79%，位居最高，而且经常不与民主党同僚一起投票。

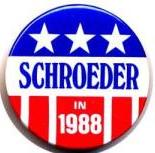
1988年施罗德在参加总统竞选时所使用的一个胸针

施罗德于1987年担任了加里·哈特总统竞选团队的负责人，直到哈特后来因为性丑闻退出竞选。在哈特宣布退出时，施罗德强烈表示希望加入竞选，不过其后又在9月29日的一场新闻发布会上挥泪表示不知该如何参加。她的这一举动饱受批评，保守派认为她举止不当，一些女权主义者也认为她这样会让外界觉得女性政治人物不严肃。施罗德表示自己直到2007年还在因为这次新闻发布会收到恶意邮件，其中大部分发送者都是女性，她认为这体现了人们对于男性和女性政治人物的双标，“男性在公共场合哭泣时，人们往往认为他们了不起，而对于女性来说这就是个禁区”。
1989年，施罗德写了一本书，谈论了自己的个人经历和为制定与诸如育婴假、儿童照顾、家庭经济、家庭规划等与家庭问题有关的政策所做的努力。
1996年，施罗德宣布从国会退休，并表示原因是她对众议院的多数党共和党不满意，以及不想在国会内待到老，其职位最终由同样来自民主党的戴安娜·迪盖特代替。她在告别记者会上以开玩笑的方式总结了自己在联邦国会里的24年时光，其后又在1998年将回忆录命名为“在众议院里24年的工作……这个地方还是一团糟”（24 years of House Work...and the Place Is Still a Mess）。

## 出版业生涯

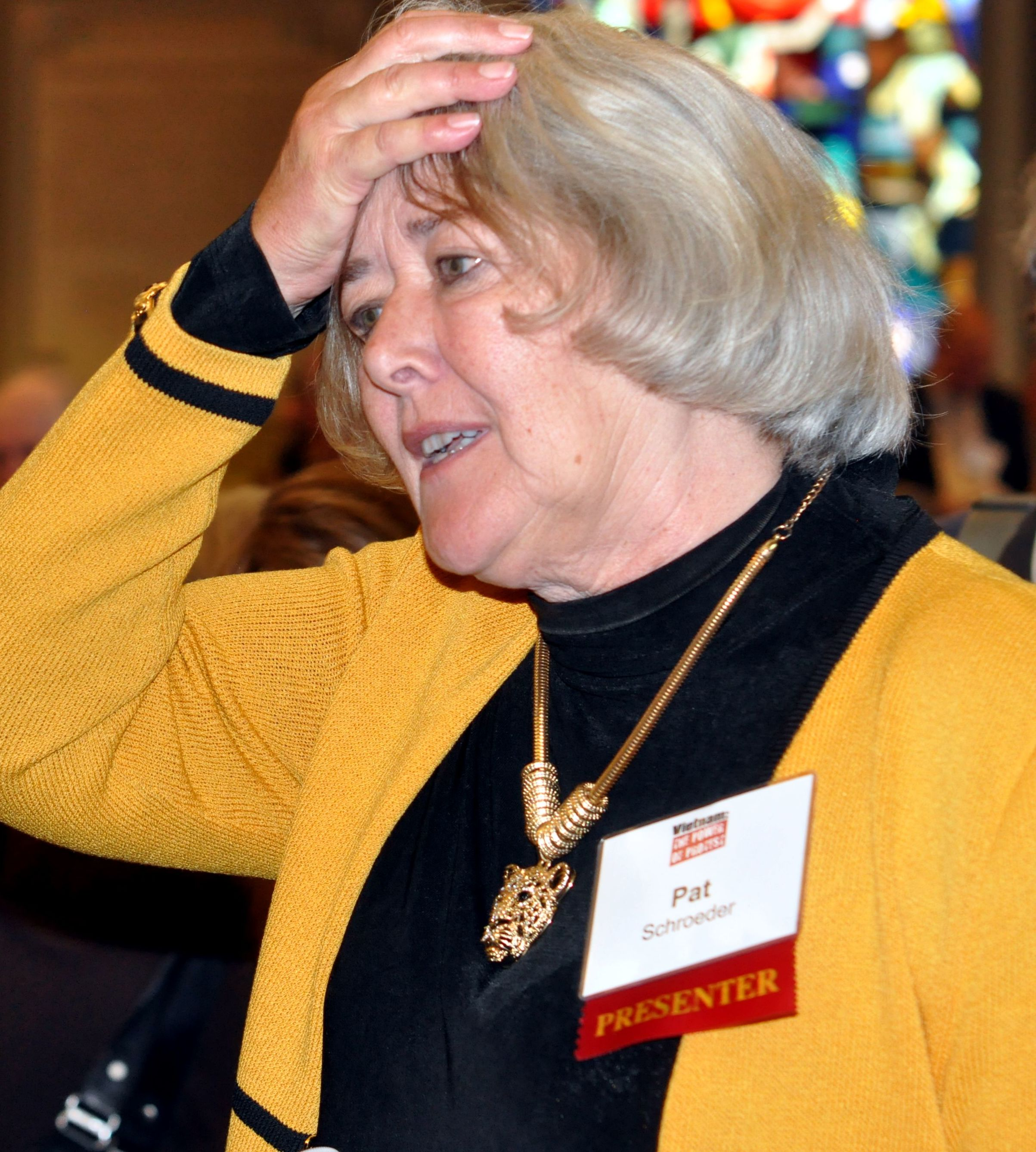
2015年的施罗德

施罗德在1997年被任命为美国出版商协会主席和首席执行官，此后在这两个职位上工作了11年时间。她建议政府收紧著作权法，在埃尔德雷德诉阿什克罗夫特一案中支持政府，反对Google将书籍数字化的计划以及在网上发布限制性内容。她亦反对图书馆在未经出版商、作者等出版业人士同意的情况下提供电子内容的做法，认为这样做会使参与创作的人得不到相应的报酬。施罗德非常关注儿童和障碍人士的阅读问题，于2008年加入了全国领导人盲人识字咨询组织（National Leadership Advisory Group for Braille Literacy），呼吁出版商在出版书籍时应该多考虑盲人等有阅读障碍者。除此之外，施罗德还是2003年美国笔会中心/纽曼私房奖的评委之一。
2012年，施罗德以手机软件的形式口述了一个教育儿童如何尊重家庭的故事。7月24日，施罗德在《赫芬顿邮报》的一个专栏里发表了自己叙述这个故事的过程和对儿童读书软件的看法，其后《连线》杂志亦刊登了一期内容对施罗德和这个故事作了介绍。

## 轶事
施罗德小时候患有弱视，因此需要佩戴眼罩。她的父亲从小就希望把她培养成一个非传统女性，教育她从来不要在敌人面前皱眉，这样才能形成威慑。而她在进入哈佛读书时，班里的550人中仅有15人是女生，一名男生在分配座位时还曾拒绝跟她做同桌。甚至哈佛法学院校长也曾对她说:“你知不知道你来到这里占去了一个男生的位置？”，而施罗德则回应道：“我只是进不了耶鲁才来这里的。”
根据施罗德本人的回忆，約翰·韋恩在越战时期曾给过她一把写有“去他妈的共产主义”（Fuck Communism）的银色打火机，令她一直都不知道怎么办。
施罗德为第40任总统罗纳德·里根取了一个叫特富龙总统的外号，以形容里根几乎跟任何丑闻都不沾边。她表示这是自己在用一个聚四氟乙烯平底锅煎蛋时得到的灵感，形容“政治问责总是像我锅里的蛋一样从里根身边滑过”。随着这一外号越来越流行，聚四氟乙烯生产商杜邦公司曾经找到施罗德，威胁称可能会告她侵权。
当被问到如何在政治身份与母亲身份之间取得平衡时，施罗德说自己“有一个大脑和一个子宫，它们可以同时运作”。
在一场1995年的辩论上，议员杜克·康寧漢发表了一段恐同言论，伯尼·桑德斯和施罗德纷纷表示反对，康宁汉对桑德斯说道：“坐下，你这个社会主义者。”施罗德遂问道：“议会调查组，议长先生，如果这位先生不是一名绅士的话，我们是否还一定要叫他绅士？” 。
施罗德曾经表示五角大楼的男性官员如果是女性，他们或许会无时无刻不处于怀孕状态，因为他们从来不会说“不”。
施罗德在上学时曾经非常渴望去中国，并一度为此苦学中文。后来她在1979年去了一次中国，并在一个于美国大使馆举办的复活节派对上扮成一个兔子与当地儿童玩耍。
在1995年的一场财政预算辩论上，民主党人宣称美国的社会保障会让老年人除了吃狗肉之外别无选择，主持人拉什·林博对此开玩笑称他准备为自己的母亲准备一个开罐器，施罗德在议政厅对此番言论作出批评。

## 晚年
自美国出版商协会退休后，施罗德和丈夫搬到了佛罗里达州的祝贺城。这个城市是由华特迪士尼公司建立的一个新市镇，而施罗德是迪士尼CEO邁克·艾斯納的老熟人，后者曾参与过这个城市的建立。2010年，祝贺城被划入佛罗里达州第八国会选区，施罗德支持代表该选区的民主党议员阿蘭·蓋雷森连任，理由是她赞同盖雷森在女性问题上的立场。不过蓋雷森输掉了这次选举，随后又参加了2012年的选举，施罗德再次对其表示支持，蓋雷森最终也成功胜选。
施罗德是佛罗里达州女性选民联盟的董事会成员之一，也是呼吁对联合国实行民主改革的建立聯合國議會大會運動支持者。
2023年3月13日，施罗德因中风并发症在祝贺城的一家医院去世。她要求用她的骨灰做一块砖，以为其他女性敞开大门。

## 文化描述、影响与所获奖项
1979年，Supersisters公司出版了一套描绘著名女性人物的交换卡片，其中一张卡片为施罗德。
1985年，施罗德被选入科罗拉多州女性名人堂，1995年，施罗德又被收录到国家女性名人堂。
1988年，喜剧演员諾拉·鄧恩在《週六夜現場》的一个幽默短剧中对施罗德作了模仿。短片将施罗德描述成了一个民主党初选辩论的调解员，并在开头就模仿了施罗德退出总统竞选时的记者会。除了邓恩以外，参演这个短剧的其他演员包括丹納·卡維（模仿乔治·赫伯特·沃克·布什）、丹·艾克洛德（模仿鲍勃·多尔）、菲尔·哈特曼（模仿杰克·肯普）、艾尔·弗兰肯（模仿帕特·羅伯遜）和凱文·尼龍（模仿皮特·杜邦）。
2003年，施罗德为罗宾·摩根主编的作品选集《Sisterhood Is Forever: The Women's Anthology for a New Millennium》提供了一篇作品。
2006年，国家女性与家庭研究中心（National Research Center for Women & Families）向施罗德颁发了一项女性先驱奖（Foremother Award），以表彰她一生所取得的成就。
2010年，施罗德进入了共同事业组织的全国管理委员会。
施罗德在国会任职期间曾牵头调查和清除落基山兵工厂内储存的神经毒气，其后又将兵工厂改造成了一个动物保护区，2015年，这个保护区被以施罗德的名字重新命名。
2016年，HBO出品的电影《关键判决》中出现了施罗德，由演员扬·雷德克里夫（Jan Radcliff）饰演。